# François Pétiniaud
François Pétiniaud, né le 4 octobre 1757 à Limoges et mort le 19 juillet 1825, est un député de Saint-Domingue au Conseil des Cinq-Cents.

## Biographie
Jean Baptiste François Pétiniaud est juge-sénéchal de Jacmel, commune de Saint-Domingue. Négociant à Jacmel, il y crée une caféière. Il est élu député au Conseil des Cinq-Cents le 28 fructidor an V, c'est-à-dire le 14 septembre 1797. Il y représente la colonie française de Saint-Domingue. De retour en métropole, il est nommé conseiller à la Cour royale de Limoges le 1er juin 1811.
Le 15 février 1834 à Paris, sa fille Julie Henriette Herminie épouse Alphonse Daloz, créateur de Paris-Plage qui donnera naissance à la station balnéaire Le Touquet-Paris-Plage.
Sa fille Caroline Marbouty, née Sophie-Julie-Caroline Pétiniaud de Lacoste, était une écrivaine ayant eu une liaison avec Honoré de Balzac.

## Pour approfondir